# Beniamino Vergani
Beniamino Vergani (Montebelluna, 22 giugno 1863 – 15 luglio 1927) è stato uno scacchista italiano.

## Biografia
Nato da una famiglia di origine cremonese, apprese il gioco a circa 20 anni, avendo come maestro l'Ing. G.B. Dall'Armi, un forte dilettante montebellunese. Cominciò quindi a partecipare a vari tornei locali e per corrispondenza, dedicandosi anche alla problemistica. Nel 1890 un suo problema ricevette una menzione nel quinto concorso indetto dalla Nuova Rivista degli Scacchi.
Dal 1890 al 1897 curò la rubrica scacchistica del quotidiano milanese "Lo Sport illustrato".
In quel periodo era già noto per essere un forte giocatore di scacchi alla cieca. Nel mese di febbraio del 1891 tenne una simultanea alla cieca su otto scacchiere al Caffè Roma di Treviso, vincendo tutte le partite.
Nel 1892 ottiene i primi importanti risultati: si classifica secondo nel VI torneo nazionale di Torino, vinto da Vittorio Torre, e poi 2º-3º nel torneo di Roma, con 10 punti su 14.
Nel 1895 il giornale Lo Sport illustrato riesce ad iscriverlo al grande torneo di Hastings, considerato il più forte disputato nel XIX secolo. In una competizione di così alto livello dovette accontentarsi dell'ultimo posto, ma uscì con l'onore delle armi (come commentò Serafino Dubois), perché vinse con giocatori del calibro di Isidor Gunsberg (candidato al titolo mondiale in un match con Wilhelm Steinitz nel 1890) e Carl Schlechter (che pattò un match mondiale con Emanuel Lasker nel 1911) e fece patta con i rumeni Georg Marco e Adolf Albin.

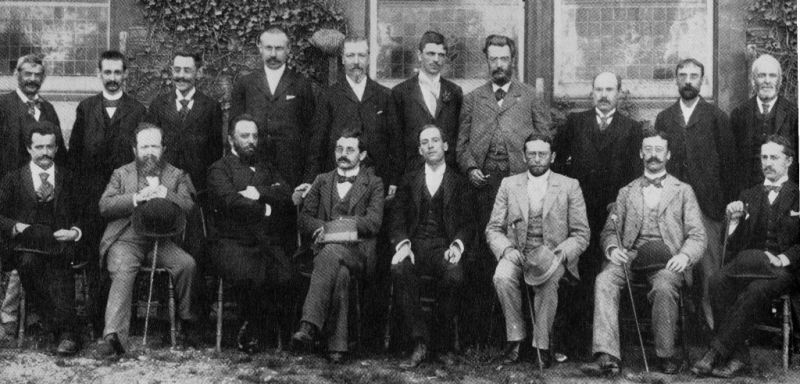
I partecipanti al torneo di Hastings 1895 (Vergani è il primo in basso a sinistra)

La Nuova Rivista degli Scacchi commentò così la sua prestazione: - "Il suo cimento a Hastings ci parve e fu temerarietà, ma egli si dimostrò molto al di sopra di quanto avevamo supposto di lui, restò l'ultimo tra tutti i partecipanti ma salvò l'onore: pattò con Marco e con Albin e vinse contro Gunsberg e Schlechter…."
Nel 1897 il giornale Lo Sport illustrato di cui era collaboratore cessò le pubblicazioni. Vergani partecipò ancora a vari tornei nazionali, con alterni risultati.
Il Circolo Scacchi Beniamino Vergani di Montebelluna è dedicato alla sua memoria.